# Electrión
Electrión (Ἠλεκτρύων) fue, según la mitología griega, un rey de Micenas o Midea, y pertenece por abolengo a la casa de los Perseidas. Era, pues, uno de los siete hijos concebidos entre Perseo y Andrómeda. Su hija, Alcmena, suele ser descrita con el patronímico de Electriona, esto es, «hija de Electrión».
En la versión más antigua, descrita en el Catálogo de mujeres, las familias de Perseo y Pélope, ancestros de grandes dinastías heroicas, quedaron entrelazadas mediante el matrimonio. Se dice que desde el Alfeo de profundos remolinos Electrión, con sus caballos y carros bien encolados condujo a Lisídice, hija hermosísima de Pélope que, tras subir al mismo lecho le alumbró varios hijos —Gorgófono, Nomio, Celeneo, Anfímaco, Demarco, Euribio y Epilao— y también una hija Alcmena, que gozó Zeus tras la muerte de sus hermanos, y con quien engendró al héroe Heracles.
En la Biblioteca mitológica, en cambio, se dice que «Electrión se casó con Anaxo, la hija de Alceo, y engendró una hija, Alcmena, e hijos, Estratóbates, Gorgófono, Filónomo, Celeneo, Anfímaco, Lisínomo, Querímaco, Anáctor y Arquelao; y después de éstos tuvo también un hijo bastardo, Licimnio, de Midea, mujer frigia». En otra fuente se dice que la esposa de Electrión y madre de Alcmena era Eurídice, hija de Pélope.
Los seis hijos de Pterelao, rey de los tafios, descendían de Méstor, uno de los hermanos de Electrión. Estos vinieron a Micenas para reclamar o compartir el trono de Electrión. Cuando este los rechazó, los hijos de Pterelao decidieron robarle sus ganados. Como respuesta, los hijos de Electrión salieron a declararle la guerra a los hijos de Pterelao; en la contienda murieron todos ellos, excepto uno de los hijos de Electrión, Licimnio, y uno de los hijos de Pterelao, Everes. Este le vendió el ganado a Políxeno, rey de la Élide e hijo de Augías. Entonces llegó Anfitrión, sobrino de Electrión, que a cambio de la promesa de casarse con Alcmena, recuperaría el ganado robado; no obstante en los acontecimientos Anfitrión mató involuntariamente a Electrión al arrojar una maza que tenía como objetivo una de las vacas. Fue entonces cuando Esténelo, hermano de Electrión, Méstor y Alceo (padre de Anfitrión), tomó por la fuerza el trono de Micenas, acusó de asesinato a Anfitrión y lo expulsó de su reino. Apolonio de Rodas nos resume ese episodio, a saber: «Allí había un herboso prado de vacas. Y por las vacas peleaban los teléboas y los hijos de Electrión, éstos defendiéndolas y aquéllos, los piratas tafios, intentando arrebatárselas. Con su sangre se regaba la pradera cubierta de rocío, y los muchos forzaban a los pocos pastores».
| Predecesor: Perseo | Reyes de Micenas | Sucesor: Esténelo |